# مورد آزمایشی
آزمایه یا تست کیس (به انگلیسی: Test case) در برنامه‌نویسی به نوشتن متدهایی برای آزمودن قسمت‌های پروژه به صورت جزء به جزء گفته می‌شود. یک تست کیس با دادن متغیرها و به وجود آوردن شرایط واقعی برای متدهای عملیاتی پروژه باعث تحت آزمون قرار گرفتن متدها می‌شود و قابل اتکا بودن کد پروژه را می‌آزماید.

## آزمون‌های رسمی
به منظور آزمایش کامل تمام نیازمندی‌های یک برنامه، برای هر جزء از برنامه دو آزمون نیاز است. یک آزمون مثبت و یک آزمون منفی. اگر یک جزء، جزء زیر مجموعه دارد برای آن زیر مجموعه نیز یک آزمون مثبت و یک آزمون منفی نیاز است. دنبال کردن ارتباط بین نیازمندی‌ها و آزمون به‌صورت مکرر با استفاده از یک ماتریکس قابل ردیابی امکان‌پذیر است. نوشتن آزمون باید شامل توضیحی از قابلیت تست شده و مهیا کردن نیازمندی‌ها باشد تا بتوان اطمینان داشت که آزمون راه‌بردی‌ست.